# L'Homme à la Rolls
Ne doit pas être confondu avec L'Homme à la Rolls (série télévisée 1994).
L'Homme à la Rolls (série télévisée 1994)
L'Homme à la Rolls (Burke's Law) est une série télévisée américaine en 81 épisodes de 52 minutes, en noir et blanc, créée par Ivan Goff, Ernest Kinoy et Ben Roberts et diffusée entre le 20 septembre 1963 et le 12 janvier 1966 sur le réseau ABC. La star Gloria Swanson apparaît dans la série en 1964. Elle reçoit une nomination aux Golden Globes pour son rôle.
En France, la série a été diffusée à partir du 20 septembre 1965 sur la première chaîne de l'ORTF, et au Québec à partir du 12 septembre 1966 à Télé-Métropole.

## Synopsis
Cette série met en scène Amos Burke, capitaine de la brigade criminelle de Los Angeles et élégant milliardaire se déplaçant uniquement, avec chauffeur et secrétaire, dans sa Rolls-Royce Phantom V.

## Distribution

### Première série
- Gene Barry (VF : Jacques Deschamps) : Capitaine Amos Burke
- Gary Conway (VF : Lucien Bryonne) : Détective Tim Tilson (1963-1965)
- Regis Toomey : Détective Les Hart (1963-1965)
- Leon Lontoc (en) : Henry (1963-1965)
- Eileen O'Neill (en) : Sergent Gloria Ames (1963-1965)
- Michael Fox : M. E. George McLeod (1963-1965)

## Épisodes

### Première saison (1963-1964)
1. Qui a tué Holly Howard ? (Who Killed Holly Howard?)
2. Qui a tué M. X ? (Who Killed Mr. X?)
3. Qui a tué Cable Roberts ? (Who Killed Cable Roberts?)
4. Qui a tué Harris Crown ? (Who Killed Harris Crown?)
5. Qui a tué Julian Buck ? (Who Killed Julian Buck?)
6. Qui a tué Alex Debbs ? (Who Killed Alex Debbs?)
7. Qui a tué Sweet Betsy? (Who Killed Sweet Betsy?)
8. Qui a tué Billy Jo ? (Who Killed Billy Jo?)
9. Qui a tué Wade Walker ? (Who Killed Wade Walker?)
10. Titre français inconnu (Who Killed the Kind Doctor?)
11. Qui a tué Purity Mather ? (Who Killed Purity Mather?)
12. Qui a tué Cynthia Royal ? (Who Killed Cynthia Royal?)
13. Qui a tué Eleanora Davis ? (Who Killed Eleanora Davis?)
14. Qui a tué Beau Sparrow ? (Who Killed Beau Sparrow?)
15. Qui a tué Jason Shaw ? (Who Killed Jason Shaw?)
16. Qui a tué Snooky Martinelli ? (Who Killed Snookie Martinelli?)
17. Qui a tué Quel est son nom ? (Who Killed What's His Name?)
18. Qui a tué Madison Cooper ? (Who Killed Madison Cooper?)
19. Qui a tué April ? (Who Killed April?)
20. Qui a tué Carrie Cornell ? (Who Killed Carrie Cornell?)
21. Qui a tué Son Altesse Royale ? (Who Killed His Royal Highness?)
22. Qui a tué Marty Kelso ? (Who Killed Marty Kelso?)
23. Qui a tué Avery Lord ? (Who Killed Avery Lord?)
24. Qui a tué Andy Zygunt ? (Who Killed Andy Zygunt?)
25. Qui a tué le dragon de papier ? (Who Killed the Paper Dragon?)
26. Qui a tué Molly ? (Who Killed Molly?)
27. Qui a tué IV de l'OMS ? (Who Killed WHO IV?)
28. Qui a tué Annie Foran ? (Who Killed Annie Foran?)
29. Titre français inconnu (Who Killed My Girl?)
30. Titre français inconnu (Who Killed the Eleventh Best Dressed Woman in the World?)
31. Qui a tué Don Pablo ? (Who Killed Don Pablo?)
32. Qui a tué 1/2 Glory Lee ? (Who Killed 1/2 of Glory Lee?)

### Deuxième saison (1964-1965)
1. Who Killed the Surf Broad?
2. Who Killed Vaudeville?
3. Who Killed Cassandra Cass?
4. Who Killed the Horne of Plenty?
5. Who Killed Everybody?
6. Who Killed Mr. Cartwheel?
7. Who Killed Cornelius Gilbert?
8. Who Killed Lenore Wingfield?
9. Who Killed the Richest Man in the World?
10. Who Killed the Tall One in the Middle?
11. Who Killed Merlin the Great?
12. Who Killed 711?
13. Who Killed Supersleuth?
14. Who Killed the Swinger on a Hook?
15. Who Killed Davidian Jonas?
16. Who Killed the Strangler?
17. Who Killed Mother Goose?
18. Who Killed the Toy Soldier?
19. Who Killed Rosie Sunset?
20. Who Killed Wimbledon Hastings?
21. Who Killed the Fat Cat?
22. Who Killed the Man on the White Horse?
23. Who Killed the 13th Clown?
24. Who Killed Mr. Colby in Ladies' Lingerie?
25. Who Killed the Rest?
26. Who Killed Cop Robin?
27. Who Killed Nobody Somehow?
28. Who Killed Hamlet?
29. Who Killed the Rabbit's Husband?
30. Who Killed the Jackpot?
31. Who Killed the Grand Piano?
32. Who Killed the Card?

### Troisième saison:Amos Burke Secret Agent(1965-1966)
1. Balance of Terror
2. Operation Long Shadow
3. Steam Heat
4. Password to Death
5. The Man with the Power
6. Nightmare in the Sun
7. The Prisoners of Mr. Sin
8. Peace, It's a Gasser
9. The Weapon
10. Deadlier than the Male
11. Whatever Happened to Adriana and Why Won't She Stay Dead?
12. The Man's Men
13. Or No Tomorrow
14. A Little Gift for Cairo
15. A Very Important Russian Is Missing
16. Terror in a Tiny Town - Part 1
17. Terror in a Tiny Town - Part 2

## Commentaires
Après son lancement en 1963, la série a changé de format lors de la saison 1965 / 1966. Son héros, Amos Burke, est en effet devenu agent secret, suivant la mode de l’époque. L’Homme à la Rolls a été annulé à la fin de cette année-là.